# Live in Cartoon Motion
Live in Cartoon Motion è il primo DVD di Mika. È la registrazione di una tappa del suo tour francese al Paris Olympia il 30 giugno 2007. Il DVD contiene inoltre un documentario, tutti i videoclip di Mika fino alla data di uscita del DVD e altre esibizioni televisive.

## Tracce
1. Relax, Take It Easy
2. Big Girl (You Are Beautiful)
3. My Interpretation
4. Billy Brown
5. Any Other World
6. Stuck In The Middle
7. Ring Ring
8. Sweet Dreams (Are Made of This) (Eurythmics Cover)
9. Holy Johnny
10. Happy Ending
11. I Want You Back
12. Love Today
13. Grace Kelly
14. Lollipop

### Extra
1. A Long Way From Home (Documentary)

### Videoclip
1. Grace Kelly
2. Love Today
3. Relax, Take It Easy
4. Big Girl (You Are Beautiful)
5. Happy Ending
6. Grace Kelly (Live at Later With Jools Holland)
7. Everybody's Talkin' (Live At Ronnie Scotts)
8. Love Today (Live At Ronnie Scotts)